# 加藤浩
加藤 浩（かとう ひろし、1965年2月11日 - ）は、奈良県出身の男性アニメーション美術監督。妻はととにゃん代表取締役兼CGデザイナーのかとうみつこ。代表作に『ああっ女神さまっ』、『新世紀エヴァンゲリオン』などがある。

## 経歴
美峰に所属していた頃は美術監督や美術設定、美術監修を多く担当してきた。2007年に同社を退職した後、ととにゃんを設立する。現在も退職した、美峰との関係を保ちつつ、独自にも美術を展開中。

## 参加作品

### テレビアニメ
- 覇王大系リューナイト （1994年-1995年）美術監督
- 新世紀エヴァンゲリオン （1995年-1996年）美術監督・背景
- MAZE☆爆熱時空 （1997年）
- プリンセスナイン 如月女子高野球部 （1998年）美術監督
- Petshop of Horrors （1999年）美術監督
- デュアル!ぱられルンルン物語 （1999年）美術監督
- 星方天使エンジェルリンクス （1999年）美術監督
- THE ビッグオー （1999年-2000年）美術監督補佐
- 今、そこにいる僕 （1999年-2000年）美術監修
- 魔法使いTai! （1999年）美術監修
- ブギーポップは笑わない Boogiepop Phantom （2000年）美術監修
- 銀装騎攻オーディアン （2000年）美術監修
- 破邪巨星Gダンガイオー （2001年）美術監修
- Z.O.E Dolores, i （2001年）美術監修
- サイボーグ009 THE CYBORG SOLDIER （2001年-2002年）美術設定
- 攻殻機動隊 STAND ALONE COMPLEX （2002年）美術設定
- アベノ橋魔法☆商店街 （2002年）美術監督
- アストロボーイ・鉄腕アトム （2003年-2004年）美術監督 ※加藤ひろし名義[1]
- 攻殻機動隊 S.A.C. 2nd GIG （2004年）美術設定
- ああっ女神さまっ （2005年）美術監督・美術設定・美術ボード
- これが私の御主人様 （2005年）美術監修
- ぱにぽにだっしゅ! （2005年）美術監督
- REC （2006年）美術監督
- 怪 〜ayakashi〜「四谷怪談」 （2006年）美術監督
- ああっ女神さまっ それぞれの翼 （2006年）美術監督・美術設定・美術ボード
- BLACK LAGOON （2006年）#11美術
- NIGHT HEAD GENESIS （2006年）美術監督
- シルクロード少年 ユート （2006年）美術監督
- 働きマン （2006年）美術監督
- ネギま!? （2006年）美術監修 ※第13話まで参加
- デルトラクエスト （2007年）美術設定 ※第5話まで参加
- 天元突破グレンラガン （2007年）美術監修 ※第3話まで参加
- さよなら絶望先生 （2007年）美術監督・背景
- 俗・さよなら絶望先生 （2007年）美術監修
- ああっ女神さまっ 闘う翼 （2007年）美術監督・美術設定・美術ボード
- ミチコとハッチン （2009年）#17背景
- 初恋限定。 （2009年）背景監修
- 07-GHOST （2009年）背景監修
- 裏切りは僕の名前を知っている （2010年）美術設定
- あそびにいくヨ! （2010年）美術監督・美術設定・背景
- おとめ妖怪 ざくろ （2010年）美術監督
- 君に届け 2ND SEASON （2011年）美術設定
- Persona4 the ANIMATION （2011年）背景
- 宇宙兄弟 （2012年）美術設定・美術監督
- さんかれあ （2012年）美術監修・美術設定
- 翠星のガルガンティア （2013年）美術監修・美術設定
- ゆゆ式 （2013年）美術監督
- サムライフラメンコ （2013年）美術監督
- ばらかもん （2014年）美術監督
- 放課後のプレアデス （2015年）美術監督
- 六花の勇者 （2015年）美術設定
- 空戦魔導士候補生の教官 （2015年）美術設定・美術監督
- チア男子!! （2016年）美術設定・美術監督
- 競女!!!!!!!! （2016年）美術監督
- はがねオーケストラ （2016年）美術設定・美術監督
- アトム ザ・ビギニング（2017年）美術
- デスマーチからはじまる異世界狂想曲（2018年）美術監督
- グランクレスト戦記（2018年）美術監督
- ゾイドワイルド （2018年）美術監督
- INGRESS THE ANIMATION（2018年）美術監督
- この世の果てで恋を唄う少女YU-NO（2019年）美術監督・美術設定
- コップクラフト（2019年）美術監督
- くまクマ熊ベアー（2020年）美術監督
- MARS RED（2021年）美術監督
- ヴィジュアルプリズン（2021年）美術監修・美術設定[2]
- 名探偵コナン ゼロの日常（2022年）美術監督
- NieR:Automata Ver1.1a（2023年）美術監修[3]
- 機動戦士Gundam GQuuuuuuX（2025年）美術設定・美術監督[4]
- MAO（2026年）美術監督[5]

### OVA
- うっちゃれ五所瓦（1991年）美術デザイン
- ああっ女神さまっ （1993年）美術監督・美術設定
- お江戸はねむれない! （1993年）美術監督
- 逮捕しちゃうぞ （1994年-1995年）美術監督・美術設定
- 真・孔雀王 （1994年）背景
- B.B.フィッシュ （1994年）背景
- ツインビー ウィンビーの1/8パニック （1994年）背景
- THE 八犬伝 〜新章〜 （1995年）美術監督
- 精霊使い （1995年）美術設定
- 戦ー少女イクセリオン （1995年）美術監督
- 天地無用! 魎皇鬼 （1995年）背景
- 3×3 EYES 〜聖魔伝説〜 （1995年）美術監督
- 美少女遊撃隊バトルスキッパー （1995年）美術監督
- アルスラーン戦記 〜征馬孤影〜 （1995年）美術設定・背景
- GOLDEN BOY さすらいのお勉強野郎 （1995年-1996年）美術監督・背景
- 特務戦隊シャインズマン （1996年）美術監督
- TWIN SIGNAL （1996年）美術監督
- アイドルプロジェクト （1996年）美術監督
- 魔法使いTai! （1996年）美術監督
- 闘神伝 （1996年）美術監督
- 超人学園ゴウカイザー （1996年）美術監督
- スレイヤーズすぺしゃる （1996年）美術監督
- BRONZE ZETSUAI since 1989 （1996年）美術監督補佐
- 永久家族 （1997年）美術監督
- レイアース （1997年）美術監督
- ヨコハマ買い出し紀行 （1998年）美術設定
- 世紀末リーダー外伝たけし! （1998年）背景
- ストリートファイターZERO -THE ANIMATION- （2000年）美術監督
- Z.O.E 2167 IDOLO （2001年）美術監修
- グッドモーニング・コール （2001年）美術監督
- 戦闘妖精雪風 （2003年）美術設定
- 眼鏡なカノジョ （2010年）美術監督

### 劇場アニメ
- スレイヤーズ （1995年）美術設定
- マクロスプラス MOVIE EDITION （1995年）背景
- MEMORIES「最臭兵器」 （1995年）美術設定
- スレイヤーズRETURN （1996年）美術監督
- 新世紀エヴァンゲリオン劇場版 シト新生 （1997年）美術監督
- 新世紀エヴァンゲリオン劇場版 Air/まごころを、君に （1997年）美術監督
- スレイヤーズぐれえと （1997年）美術監督
- ヘルメス－愛は風の如く （1997年）美術設定
- 逮捕しちゃうぞ the MOVIE （1999年）美術設定
- ガンドレス （1999年）美術設定
- ああっ女神さまっ AH! MY GODDESS （2000年）美術設定
- BLOOD THE LAST VAMPIRE （2000年）美術設定
- 頭文字D Third Stage （2001年）美術背景
- サクラ大戦 活動写真 （2001年）美術設定
- WXIII 機動警察パトレイバー （2001年）美術協力
- インターステラ5555 （2003年）美術デザイン
- 劇場版 テニスの王子様 跡部からの贈り物 〜君に捧げるテニプリ祭り〜 （2005年）背景
- ONE PIECE THE MOVIE オマツリ男爵と秘密の島（2005年）美術監督補佐
- 劇場版ツバサ・クロニクル 鳥カゴの国の姫君 （2005年）美術監修
- あらしのよるに （2005年）背景
- 時をかける少女 （2006年）背景
- キノの旅 -the Beautiful World- 病気の国 -For You- （2007年）美術監督
- ヱヴァンゲリヲン新劇場版:序 （2007年）美術監督
- ヱヴァンゲリヲン新劇場版:破 （2009年）美術監督
- ホッタラケの島 〜遥と魔法の鏡〜 （2009年）現実パート美術設定
- 宇宙ショーへようこそ （2010年）背景
- ドットハック セカイの向こうに （2012年）美術協力
- グスコーブドリの伝記 （2012年）背景
- アシュラ （2012年）美術監督
- ヱヴァンゲリヲン新劇場版:Q （2012年）美術監督
- ドラゴンボールZ 神と神 （2013年）美術監督
- 大きい1年生と小さな2年生（2014年）美術監督
- ONE PIECE FILM RED（2022年）美術監督・美術設定

### Webアニメ
- 放課後のプレアデス（2011年）美術監督
- 島んちゅMiRiKa（2011年）美術監督
- 京騒戯画（2011年）美術監督
- キャップ革命 ボトルマン（2020年）美術監督・美術設定

### ゲーム
- ファイナルファンタジーVIII（1999年）FIELD DESIGN & CG SUPPORT
- アマガミ（2009年）美術監督・背景
- ゲームでも、パパのいうことを聞きなさい!（2012年）美術監督・背景

## 著書
- 加藤浩『プロが教える アニメ背景画の描き方』ソーテック社（原著2014-7-19）。ISBN 978-4800710574。